# Maria Ossowska
Maria Ossowska née Niedźwiecka (26 janvier 1896 - 13 août 1974) est une sociologue et philosophe polonaise.

## Biographie
Ayant eu le philosophe Tadeusz Kotarbiński comme professeur, elle obtient son doctorat en philosophie en 1925 à l'Université de Varsovie, sa thèse portait sur Bertrand Russell. Elle travailla ensuite sur la philosophie et la sociologie de l'éthique. Elle est souvent mentionnée comme faisant partie de l'École de Lvov-Varsovie.
Elle enseigna de manière clandestine à partir de 1941, puis à l'Université de Łódź à partir de 1945 et ensuite à l'Université de Varsovie.
Elle fut bannie de l'université entre 1952 et 1956 du fait que sa discipline - la sociologie - ait été interdite car considérée comme "bourgeoise". Elle dirigea, entre 1952 et 1962, l'Institut pour l'Histoire et la Théorie de l’Éthique au sein de l'Institut de Philosophie et de Sociologie de l'Académie Polonaise des Sciences (PAN).
Elle reçut par les autorités communistes en 1972 la plus haute distinction d'état, la Polska Nagroda Państwowa I stopnia.
Maria Ossowska travailla et enseigna très étroitement avec son mari, lui aussi sociologue, Stanisław Ossowski. Ils sont tous les deux renommés pour leur article de 1935 intitulé  "The Science of Science" (La Science de la Science).

## Travaux
- 1925 (Maria Niedźwiecka): Ontologia Bertranda Russella [The ontology of Bertrand Russell]. Varsovie.
- 1946: Wzór obywatela w ustroju demokratycznym [The model of the citizen in the democratic system]. Varsovie: Zarząd Główny Towarzystwa Uniwersytetu Robotniczego.
- 1947: Podstawy nauki o moralności [Foundations of the science of morality]. 2nd edition 1994, ed. by Paweł J. Smoczyński. Wrocław: Zakład Narodowy im. Ossolińskich.  (ISBN 83-04-04075-1)
- 1949: Motywy postępowania: Z zagadnień moralności [The motivations of action: On the problems of ethics]. Varsovie: Książka i Wiedza. 3rd edition 2002.  (ISBN 83-05-13245-5)
- 1956: Moralność mieszczańska [Bourgeois morality]. 2nd edition 1985. Wrocław: Zakład Narodowy im. Ossolińskich.  (ISBN 83-04-01877-2)  (English translation 1986: Bourgeois morality. London/New York: Routledge & Kegan Paul.  (ISBN 0-7100-9782-4)
- 1957: O pewnych przemianach etyki walki [On certain changes in the ethics of struggle]. 2nd edition 1977. Varsovie: Niezależna Oficyna Wydawnicza (a Samisdat edition)
- 1963: Socjologia moralności: zarys zagadnień [The sociology of morality: An outline of its problems]. 4th edition 2005. Varsovie: Państwowe Wydawnictwo Naukowe.  (ISBN 83-01-14009-7)  English translation 1971: Social determinants of moral ideas. Philadelphia: University of Pennsylvania Press, 1971 edition London/New York: Routledge & Kegan Paul.  (ISBN 0-7100-7013-6)
- 1966: Myśl moralna Oświecenia angielskiego [The moral thought of the English Enlightenment]. Varsovie: Państwowe Wydawnictwo Naukowe.
- 1970: Normy moralne: próba systematyzacji [Moral norms: An attempt at systematization]. 4th edition 2000. Varsovie: Państwowe Wydawnictwo Naukowe.  (ISBN 83-01-13278-7)  English translation 1980: Moral norms: a tentative systematization. Varsovie: Polish Scientific Publ.  (ISBN 83-01-01297-8)
- 1973: Ethos rycerski i jego odmiany [The Chivalric Ethos and Its Varieties], 3rd edition, 2000, Warsaw, Państwowe Wydawnictwo Naukowe,  (ISBN 83-01-13277-9).
- 1983: O człowieku, moralności i nauce: miscellanea [On Man, morality, and science: miscellanies, ed. by Maria Ofierska and Maria Smoła. Varsovie: Państwowe Wydawnictwo Naukowe.  (ISBN 83-01-00801-6)
- 1992: Wzór demokraty: cnoty i wartości [The paragon of a democrat: Virtues and values] Lublin: Daimonion.  (ISBN 83-900135-3-3)
- 2002: Intymny portret uczonych: korespondencja Marii i Stanisława Ossowskich [An intimate portrait of a scholarly couple: The correspondence of Maria Ossowska and Stanisław Ossowski], ed. by Elżbieta Neyman. Varsovie: Wydawnictwo "Sic!".  (ISBN 83-88807-13-7).